# Trận Bắc Borneo
Trận Bắc Borneo là một cuộc chiến xảy ra giữa các lực lượng quân đội Úc và quân đội Đế quốc Nhật Bản từ ngày 16 tháng 6 đến ngày 15 tháng 8 năm 1945 (sau này gọi là Sabah) trong Chiến tranh thế giới thứ hai.
Lữ đoàn 24 của Úc đã thực hiện một loạt các cuộc đổ bộ tại Bắc Borneo, bắt đầu từ ngày 16 tháng 6 tại Weston, 19 tháng 6 tại Mempakul, và 23 tháng 6 tại Sabang. Mặc dù người Úc đổ bộ an toàn, nhưng họ lại vấp phải sự kháng cự mạnh mẽ ở phía Bắc, bắt đầu từ 26 tháng 7 tại Beaufort. Họ đã đụng độ với một số tiểu đoàn Nhật Bản.